# Casa de Uceda
Casa de Uceda é um município da Espanha na província de Guadalajara, comunidade autónoma de Castilla-La Mancha, de área 21,38 km² com população de 109 habitantes (2005) e densidade populacional de 5,14 hab/km².

## Demografia
| Variação demográfica do município entre 1991 e 2004 | Variação demográfica do município entre 1991 e 2004 | Variação demográfica do município entre 1991 e 2004 | Variação demográfica do município entre 1991 e 2004 |
| --------------------------------------------------- | --------------------------------------------------- | --------------------------------------------------- | --------------------------------------------------- |
| 1991                                                | 1996                                                | 2001                                                | 2004                                                |
| 126                                                 | 119                                                 | 101                                                 | 110                                                 |